# Anton Tabone
Anton Tabone (ur. 1937 na Gozo) – maltański polityk, wieloletni parlamentarzysta, minister, w latach 1998–2008 spiker maltańskiego parlamentu.

## Życiorys
Wywodzi się z zaangażowanej politycznie rodziny Tabone. Jego krewny Ċensu Tabone był prezydentem Malty. Mandat deputowanego wykonywał również jego ojciec Anton Tabone. Kształcił się na Malcie w katolickiej szkole St Aloysius’ College. Pracował w bankowości w National Bank of Malta.
Działacz Partii Narodowej. W 1966 zasiadł w Izbie Reprezentantów, mandat poselski wykonując również w trakcie kolejnych kadencji. Był członkiem gabinetu cieni PN. W latach 1987–1996 pełnił funkcję ministra do spraw Gozo. Po wyborach w 1998, gdy Partia Narodowa po dwóch latach przerwy powróciła do władzy, został powołany na spikera maltańskiego parlamentu IX kadencji. Urząd ten sprawował również w kolejnej kadencji do 2008, odchodząc z maltańskiego parlamentu po dziewięciu kadencjach.

## Odznaczenia
- Narodowy Order Zasługi II klasy (2008)[4]
- Order Trzech Gwiazd II klasy (Łotwa, 2004)[5]